# Vireo brevipennis
Vireo brevipennis е вид птица от семейство Vireonidae.

## Разпространение
Видът е разпространен в Мексико.